# Cyrano de Bergerac (pjäs)

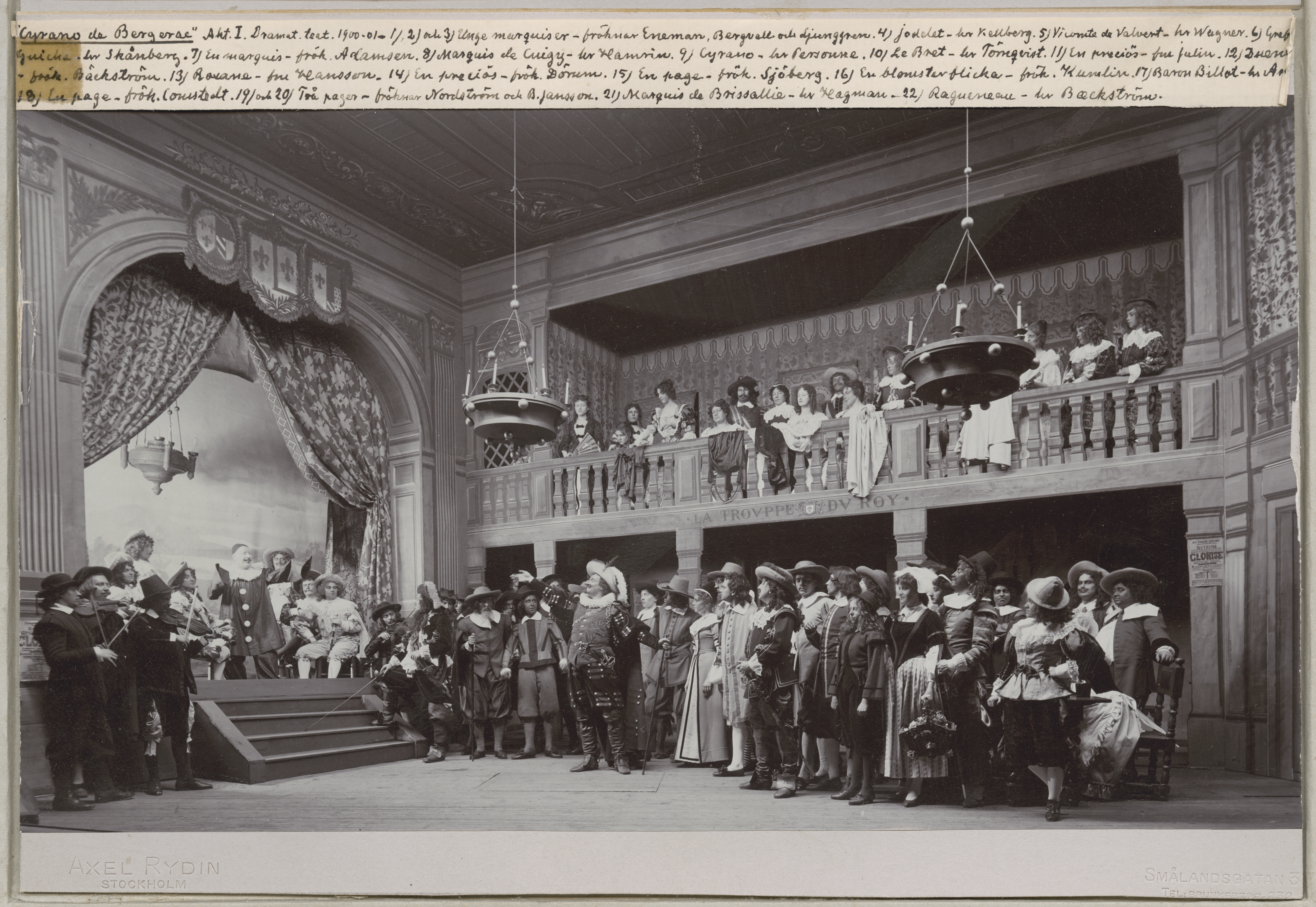
Cyrano de Bergerac. Första akten. Dramaten, Stockholm. 1901. Nils Personne i titelrollen.

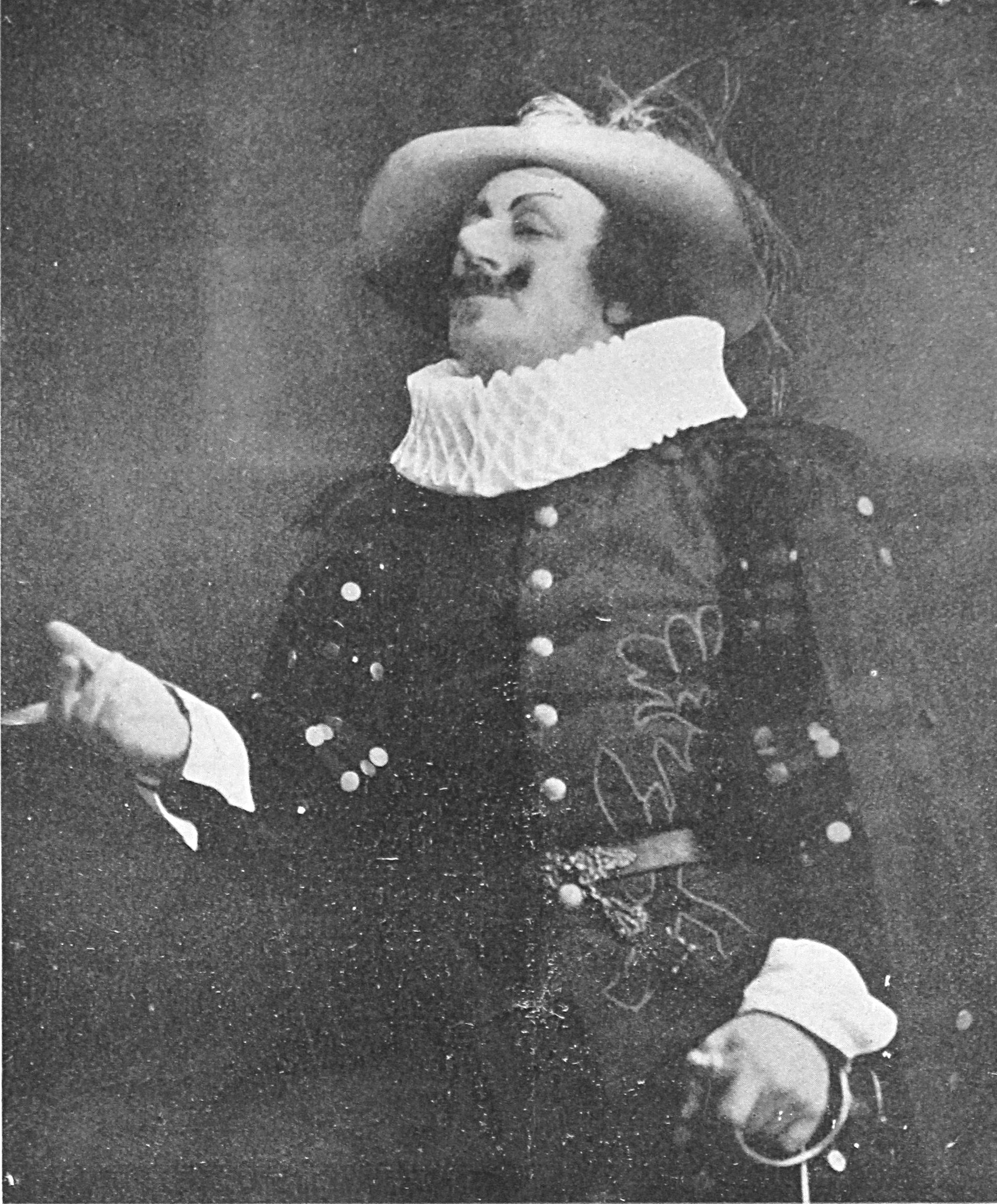
Ivan Hedqvist som Cyrano vid Dramatens uppsättning 1917

Cyrano de Bergerac är en pjäs från 1897 av den franske författaren Edmond Rostand. Handlingen är en fantasifull skildring av 1600-talsförfattaren Cyrano de Bergerac, som i pjäsen är en mästerlig duellant med stor näsa och hemligt förälskad i sin kusin Roxane. Pjäsen är i fem akter och skriven på rimmad vers som håller sig nära alexandrinen. Den hade urpremiär 28 december 1897 på Théâtre de la Porte-Saint-Martin i Paris.
Pjäsen fick ett jublande mottagande vid premiären och blev en klassiker inom fransk teater. Med sin långa speltid och avancerade scener har den fått rykte som krävande att sätta upp, och den mångordiga huvudrollen har blivit prestigeladdad för skådespelare att ta sig an. Pjäsen är förlaga till flera operor och åtskilliga filmbearbetningar.

## Bearbetningar i urval
- 1900: Cyrano de Bergerac, fransk två minuter lång färg- och ljudfilm med Benoît-Constant Coquelin som spelade Cyrano vid premiären
- 1913: Cyrano, amerikansk opera med musik av Walter Damrosch
- 1923: Cyrano de Bergerac, fransk-italiensk film i regi av Augusto Genina
- 1936: Cyrano de Bergerac, opera med libretto av Henri Cain och musik av Franco Alfano
- 1950: Cyrano de Bergerac – värjans mästare, amerikansk film i regi av Michael Gordon
- 1959: Aru kengo no shogai, japansk film i regi av Hiroshi Inagaki, handlingen flyttad till samurajmiljö
- 1987: Roxanne, amerikansk film i regi av Fred Schepisi
- 1990: Cyrano de Bergerac, fransk film i regi av Jean-Paul Rappeneau